# Île aux Oiseaux (Loiret)
Pour les articles homonymes, voir Île aux Oiseaux.
L’île aux oiseaux est une île fluviale française située sur le cours de la Loire et le territoire des communes de Bou et de Sandillon, dans le département du Loiret en région Centre-Val de Loire.
L'îlot accueille notamment de nombreux couples de mouettes rieuses et de sternes (naines et pierregarins) en période de reproduction.
Elle est située dans le périmètre de la région naturelle du Val de Loire inscrit au patrimoine mondial de l'UNESCO.

## Géographie

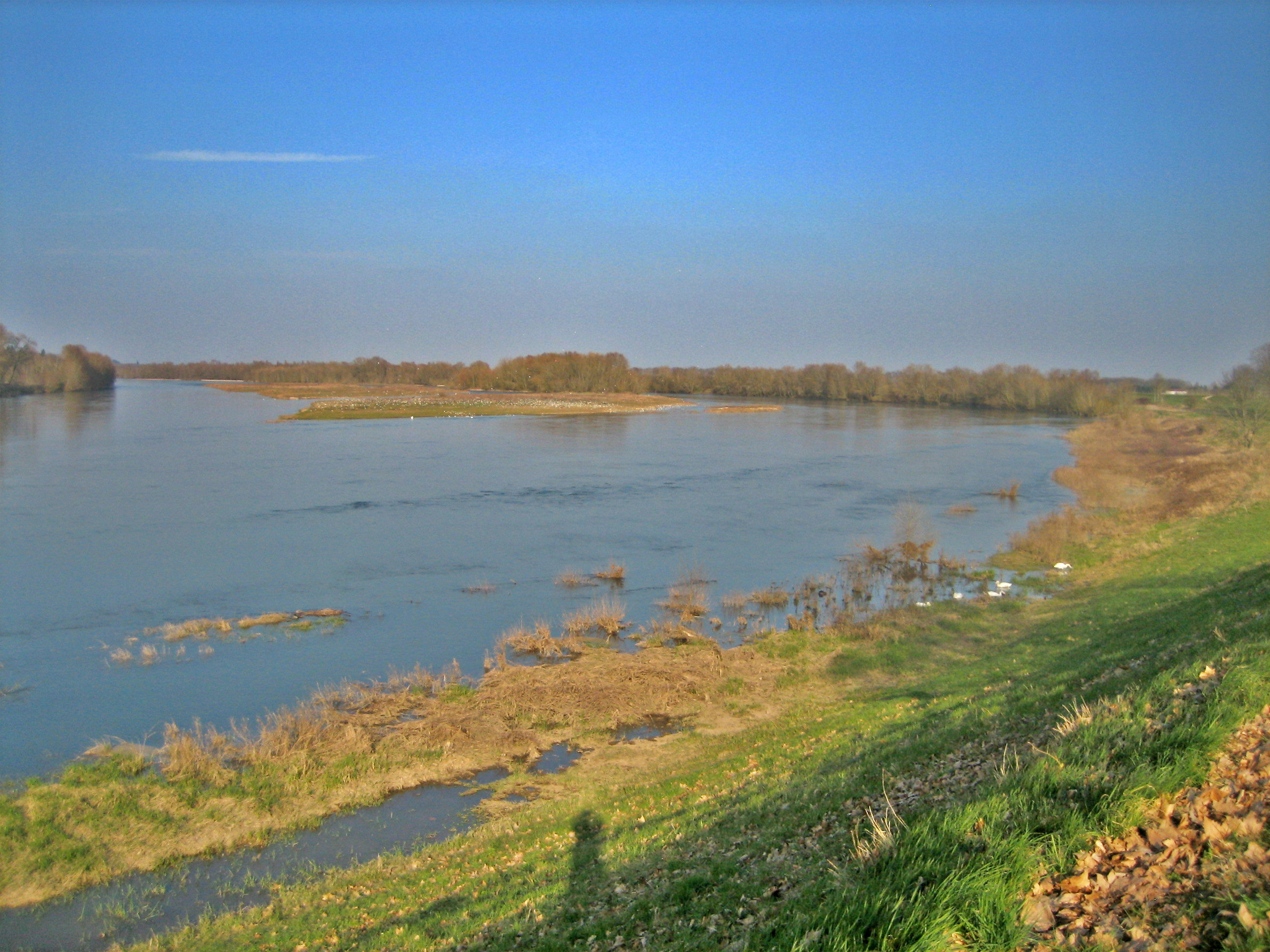
L’île aux Oiseaux située dans le méandre de Bou

L’île aux Oiseaux est une île située dans le méandre de Bou, sur le cours de la Loire, sur le territoire de Bou, commune de l'Est de l'agglomération orléanaise en rive droite et de Sandillon, commune du canton de Jargeau en rive gauche.
Elle n'est reliée à la rive par aucun pont ou passerelle et est située à proximité de l'itinéraire cyclotouristique La Loire à vélo empruntant la levée de la Loire en rive gauche et du sentier de grande randonnée 3 (GR3) en rive droite.

## Écologie
L'îlot constitue une zone naturelle d'intérêt écologique, faunistique et floristique (ZNIEFF) de type 1 située dans la zone de protection spéciale vallée de la Loire du Loiret du réseau Natura 2000.
Une colonie de sternes s'est établie sur l'îlot au début des années 1970, suivi d'une colonie de mouettes rieuses au début des années 1990.